# Selva di Castelfidardo
Selva di Castelfidardo este o arie protejată (arie specială de conservare — SAC, sit de importanță comunitară — SCI) din Italia întinsă pe o suprafață de 115 ha, integral pe uscat.

## Localizare
Centrul sitului Selva di Castelfidardo este situat la coordonatele 43°28′05″N 13°35′15″E / 43.468056°N 13.5875°E.

## Înființare
Situl Selva di Castelfidardo a fost declarat sit de importanță comunitară în iunie 1995 pentru a proteja 15 specii de animale. Situl a fost protejat și ca arie specială de conservare în aprilie 2016.

## Biodiversitate
Situată în ecoregiunea continentală, aria protejată conține 5 habitate naturale: Râuri cu maluri nămoloase cu vegetație de Chenopodion rubri p.p. și Bidention p.p., Galerii de Salix alba și de Populus alba, Liziere de ierburi înalte hidrofile de câmpie și de nivel montan până la alpin, Păduri de stejar alb estice, Păduri ilirice de stejar și carpen (Erythronio-Carpinion).
La baza desemnării sitului se află mai multe specii protejate:
- păsări (14): caprimulg (Caprimulgus europaeus), sticlete (Carduelis carduelis), florinte (Chloris chloris), pițigoi albastru (Cyanistes caeruleus), măcăleandru (Erithacus rubecula), Hippolais polyglotta, capîntortură (Jynx torquilla), sfrâncioc roșiatic (Lanius collurio), muscar sur (Muscicapa striata), pițigoi mare (Parus major), cănăraș (Serinus serinus), turturică (Streptopelia turtur), silvie cu cap negru (Sylvia atricapilla), silvie mediteraneană (Sylvia melanocephala)
- nevertebrate (1): rădașcă (Lucanus cervus)

Pe lângă speciile protejate, pe teritoriul sitului au mai fost identificate 5 specii de plante, 2 specii de păsări, 2 specii de mamifere, 1 specie de reptile.